# Parafia św. Idziego w Tczycy
Parafia Świętego Idziego w Tczycy – parafia rzymskokatolicka, znajdująca się w diecezji kieleckiej, w dekanacie żarnowieckim.